# Shutout (baseball)
Lo shutout o cappotto, nel baseball, è la statistica accreditata al lanciatore che riesce a non far segnare alcun punto agli avversari in tutta la partita. 
Nelle statistiche viene abbreviato in SHO.
Se l'attacco avversario non segna alcun punto in una partita in cui la squadra vincente utilizza più lanciatori, si realizza uno shutout combinato (combination shutout in lingua inglese), abbreviato in CHO.

## Record

### Major League Baseball

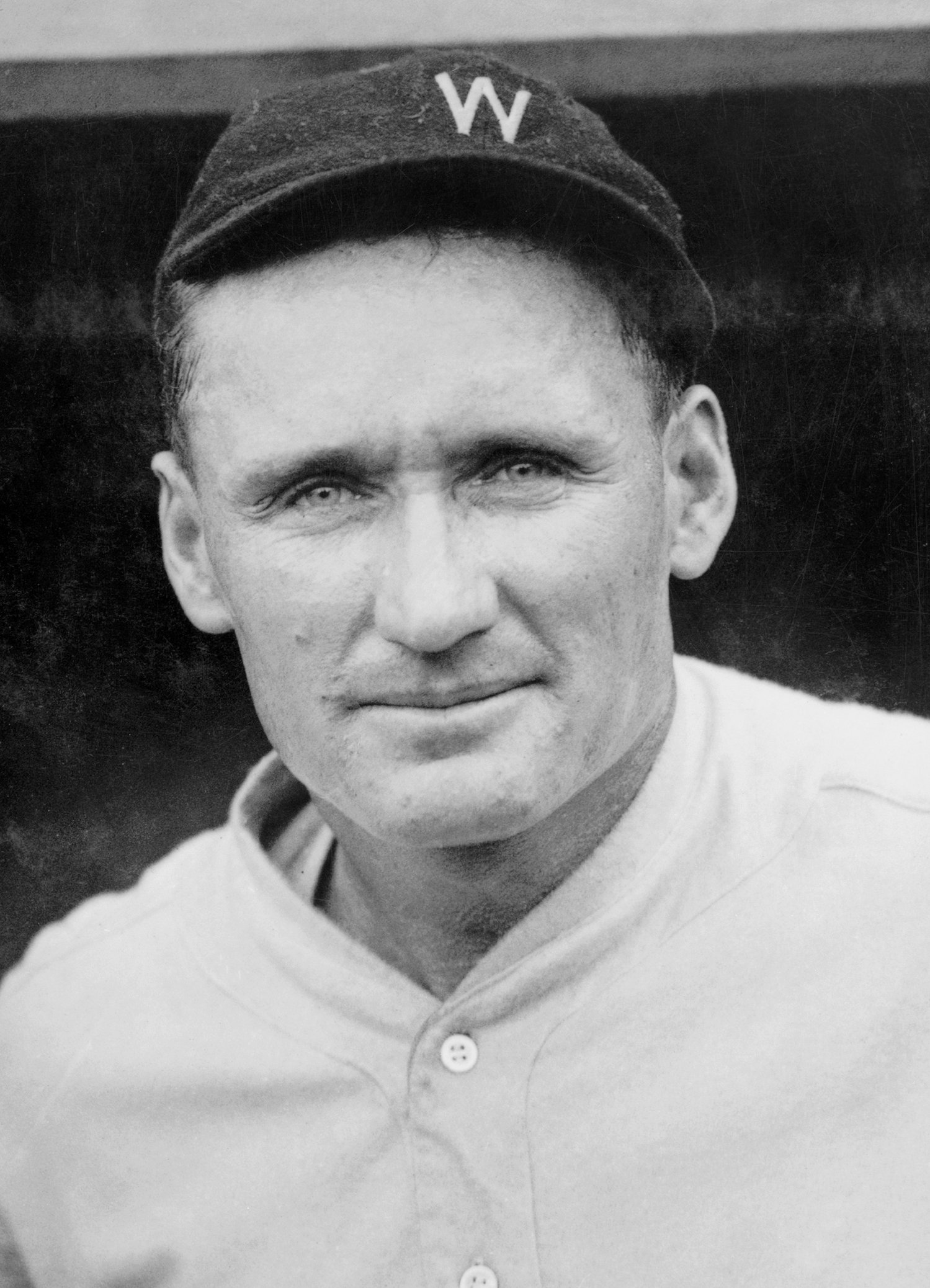
Walter Johnson, detentore del record assoluto di shutout in carriera nella MLB

Il record assoluto di shutout in carriera nella Major League Baseball (MLB) è detenuto da Walter Johnson con 110.
Il record di shutout in una singola stagione è 16, realizzato da due giocatori: George Bradley nel 1867 e Pete Alexander nella stagione 1916.